# ژیتارنیک
ژیتارنیک (به بلغاری: Zhitarnik) یک منطقهٔ مسکونی در بلغارستان است که در شهرستان کاردژالی واقع شده‌است.